# Пам'ятник Олександрові Пушкіну (Миколаїв)
Пам'ятник Олександрові Пушкіну в Миколаєві — демонтована скульптурна споруда, що була встановлена на честь російського поета Олександра Пушкіна в українському місті Миколаєві.

## Розташування
Був розташований у сквері імені Пушкіна на розі вулиць Пушкінської та Набережної, в місці, де починається Інгульський міст.

## Опис
Пам'ятник являв собою бронзову скульптуру двадцятип'ятирічного Олександра Пушкіна на гранітному постаменті. Пам'ятник створений миколаївським скульптором Юрієм Макушиним та архітектором Ольгою Поповою.

## Історія
Пушкін декілька разів бував у Миколаєві (згідно з дослідженнями істориків — не менше 5-6 разів): у 1820 році проїжджав через місто в південне заслання, та при поверненні з Кишинева зупинявся в Миколаєві, переправляючись поромом біля Малої Коренихи. У 1824 році, прямуючи в нове заслання, Пушкін знову проїхав через Миколаїв.
На честь цих подій, та до 150-річчя з дня смерті поета, в Миколаєві було відкрито сквер імені Пушкіна та 3 вересня 1988 р. в ньому встановлено пам'ятник.
Пам'ятник був Демонтований 21 травня 2022 року після початку широкомасштабного військового вторгнення Росії в Україну в рамках дерусифікації.

## Галерея

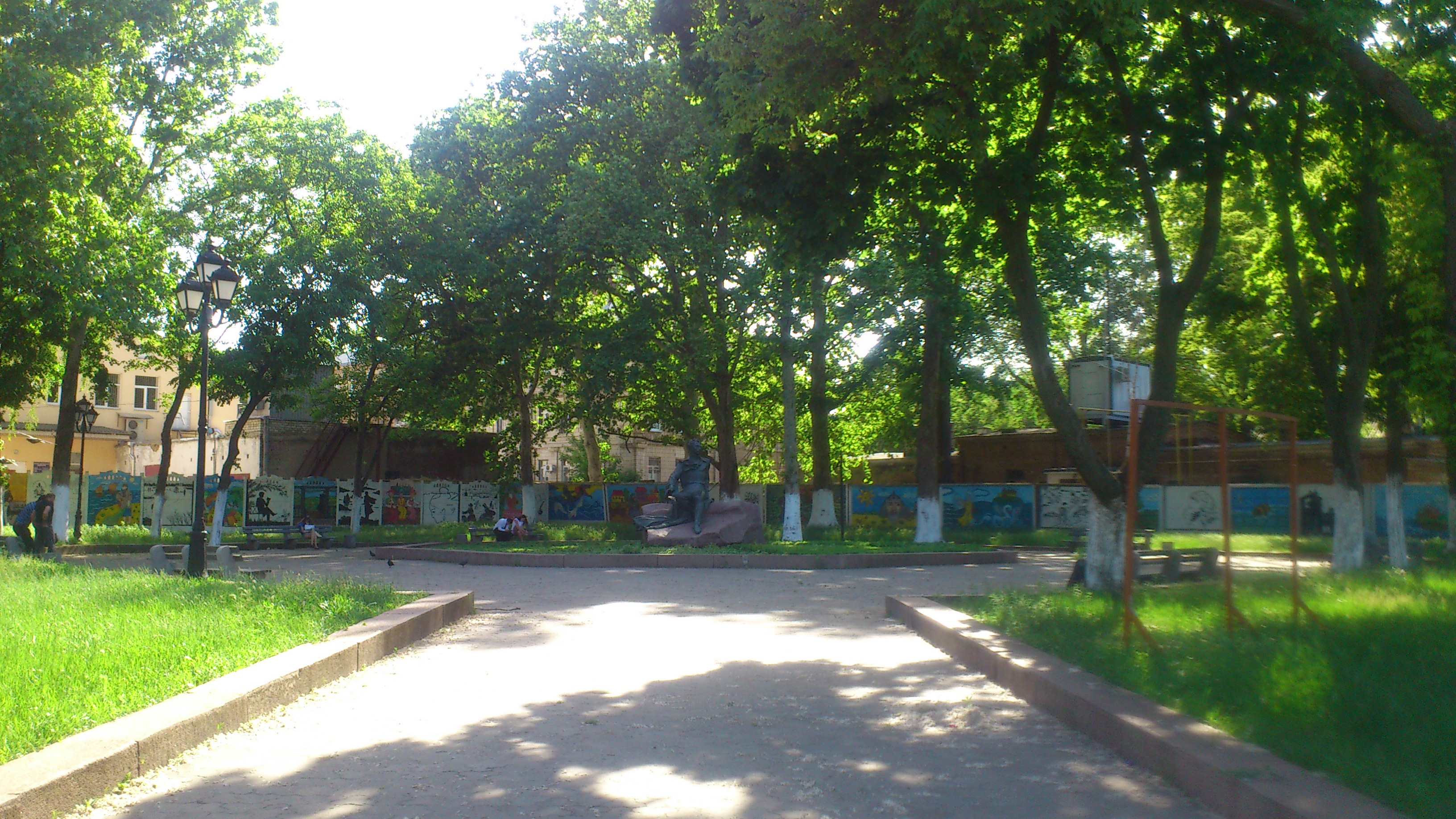
Сквер імені Пушкіна
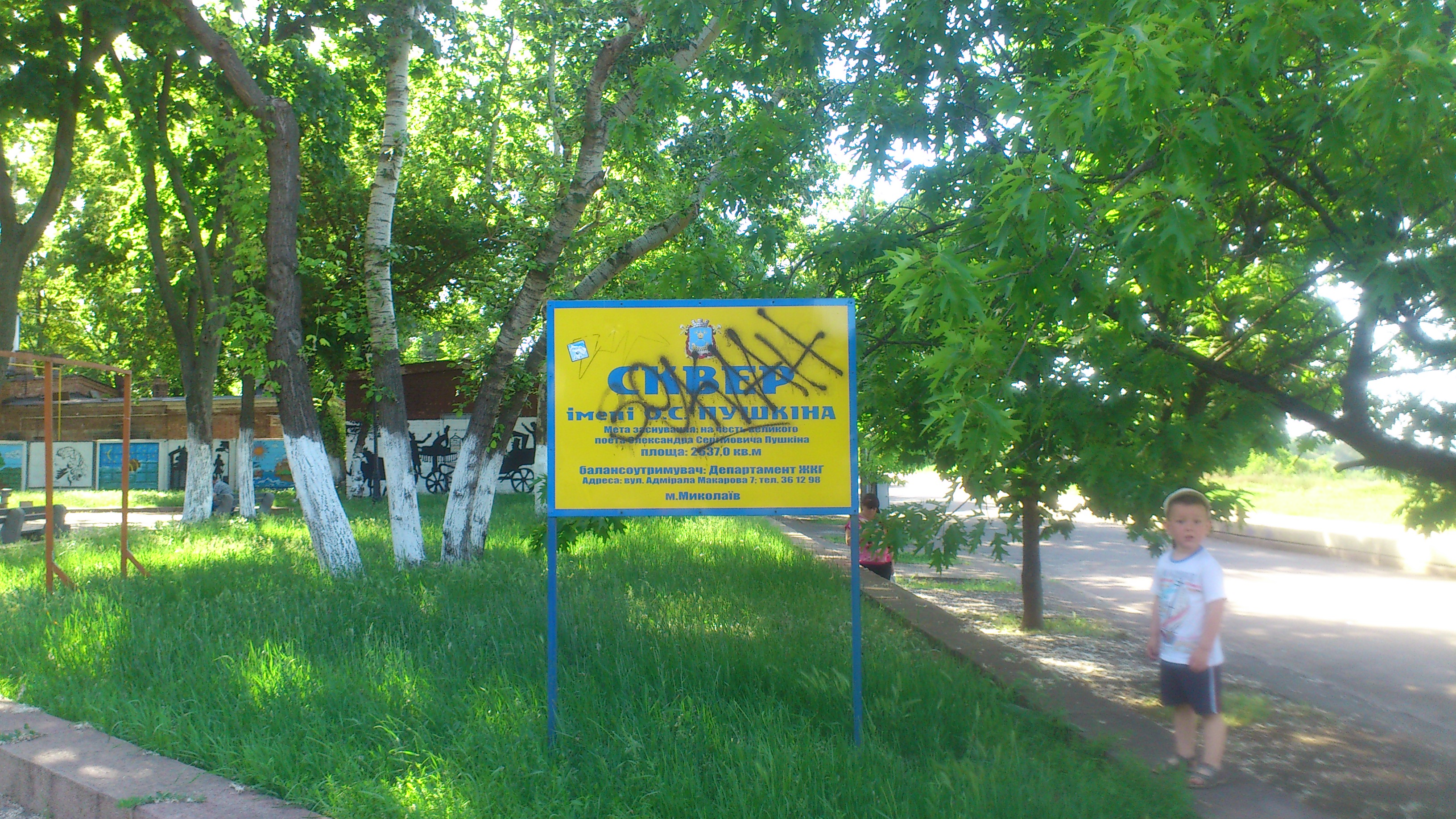
Таблика у сквері, розмальована вандалами